# 項炳森
項炳森（?—?），字友華，浙江嘉兴人。工於書法，師宗赵孟頫。篆刻則類似於陈鸿壽。又能下弈棋。

## 生平
道光、咸丰年間曾官至沭陽知县。

## 家族
項元汴之後。
有子項金宣，亦精於篆刻。